# Tallulah Falls Railway
Tallulah Falls Railway или Tallulah Falls Railroad (с англ. — «Таллула-Фолсская железная дорога» или «Железная дорога Таллулского водопада»), также известная как TF — бывшая американская местная железная дорога со штаб-квартирой в Таллула-Фолс (Северо-восточная Джорджия) и проходящая от Корнелии (Хабершем, Джорджия) до Франклина (Мейкон, Северная Каролина).

## Предыстория
В 1835 году был предложен проект железнодорожной линии с востока на запад, которая должна была соединить Чарлстон (Южная Каролина) с Цинциннати (Огайо). Проектируемая дорога получила название «Голубой хребет» (Blue Ridge Railroad, «Блю-Ридж») и пересекая штат Джорджия она должна была проходить через населённые пункты Рабун-Гап и Клейтон, так как в этом регионе рельеф был низким и достаточно ровным. В начале 1854 года было начато строительство данной магистрали.
Так как запланированная трасса могла обеспечить большой грузопоток между разными концами страны, в 1856 году город Атенс запросил у штата Джорджия разрешение на строительство железнодорожной линии от Атенса до Клейтона, чтобы соединиться с «Голубым хребтом». Однако строительство железной дороги, получившей название Северо-Восточная, не было начато из-за надвигающейся Гражданской войны. После окончания военных событий к вопросу о Северо-Восточной дороге вернулись лишь в 1870 году и после получения разрешений в 1871 году было начато её строительство. В 1876 рельсы достигли Лула, соединив тем самым Атенс с Атланто—Ричмондской магистралью.
В 1881 году Атланто-Ричмондскую дорогу выкупила Ричмонд—Дэнвиллская, которая также приобрела у города Атенс и тысячу акций Северо-Восточной в обмен на соглашение продлить рельсы от Лулы до Корнелии, а затем и до Клейтона, чтобы соединиться с будущим «Голубым хребетом». Корнелия была достигнута достаточно быстро, а в 1882 году трасса дошла и до Таллула-Фолс. Но к тому времени стало понятно, что проект железнодорожной магистрали «Голубой хребет» не будет завершён (вместо него в 1886 году была сооружена линия от Атланты до Ноксвилла в обход округа Рейбун), а потому не было необходимости строить путь до Клейтона. Ричмонд—Дэнвиллская компания была обязана это сделать, но она временно заморозила работы по дальнейшему расширению, вместо этого эксплуатируя уже построенную линию между Корнелией и Таллула-Фолс; последний из-за близости к живописному ущелью тогда превратился в популярный курорт, куда съезжались туристы из Атенса и Атланты. В 1887 году из-за экономических трудностей Ричмонд—Дэнвиллская дорога продала участок Корнелия—Таллула-Фолс компании Блю-Ридж—Атлантик (BR&A), которая планировала соединить Саванну с Ноксвиллом.

## Образование
В 1892 году BR&A не смогла выплатить проценты по облигациям, на основании чего была признана банкротом и перешла под внешнее управление. В марте 1898 года она была реорганизована в Таллула-Фолсскую железную дорогу (Tallulah Falls Railroad или TF). В 1904 году наконец были проложены рельсы до Клейтона, а через год TF была приобретена Южной железной дорогой, у которой в Корнелии находилось здание станции; Таллула-Фолсская дорога при этом сохранила самостоятельность и до конца своей истории работала как дочернее предприятие Южной. В 1907 году Клейтон через Рабун-Гап был соединён с Франклином в Северной Каролине, доведя общую длину TF до 57,2 мили (92,1 км) (но часто указывается длина 58 миль (93 км)).
Проект магистрали от Саванны до Цинциннати так и не осуществился, а Таллула-Фолсская колея оказалась в стороне от основных грузовых железных дорог, обслуживая только три округа (Мейкон, Рейбун и Хабершем). До конца своих дней она так и оставалась местной линией, которая не могла приносить большой доход.

## Расцвет
В 1908 году по дороге ежедневно, кроме воскресенья, начал ходить пассажирский поезд из Корнелии во Франклин, преодолевая весь путь за три часа; для сравнения, поездка на лошади могла занимать до целого дня, а то и больше из-за плохого состояния дорог в данном регионе. С 1909 года, по договорённости с Почтовой службой США, в состав пассажирских поездов стали включать почтовые вагоны. Также ежедневно, кроме воскресенья, ездил и грузовой поезд, проходя всю трассу за примерно 4 часа.
На Таллула-Фолсской линии люди работали по 10 часов за смену, шесть дней в неделю, получая порой лишь 10 центов в час; но даже такие тяжёлые условия привлекали местное население, особенно из горных районов (хиллбилли), так как многие ранее не имели оплачиваемой работы. TF дала значительное число рабочих мест, тем самым способствуя экономическому росту этого прежде отдалённого уголка Джорджии. Она же привлекала и большое количество туристов, которые сперва ездили исключительно в Таллула-Фолс, а вскоре и в горы на границе Джорджии и Северной Каролины; вдоль трассы достаточно скоро началось активное строительство гостиниц и пансионатов. Своим появлением дорога также поспособствовала появлению в Северо-Западной Джорджии промышленной добычи леса, так как лесозаготовительные компании получили возможность доставлять свою продукцию на северные рынки.
С 1910 по 1926 годы по дороге доставлялись материалы и оборудование для строительства шести гидроэлектростанций на реках Таллула и Тугалу, что привело к образованию шести водохранилищ.

## Характеристики
Поначалу дорога эксплуатировала паровозы производства Baldwin на дровяном отоплении и со сцепным весом 35—40 тонн. Так как эти машины были сильно устаревшими, в начале 1910-х их заменили на более современные. По данным на 1917 год, парк TF состоял из 5 локомотивов, 10 пассажирских, 46 грузовых и 6 служебных вагонов.
Главной особенностью Таллула-Фолсской линии было то, что при длине всего 58 миль она имела 58 эстакад, то есть в среднем по одной на милю. С годами часть эстакад была замена на насыпи, как более надёжные, благодаря чему их число снизилось до 42. Самой длинной была эстакада в Уайли — 940 футов (286,5 м); эстакада над Пантер-Крик, что к югу от Таллула-Фолс, была самой высокой — около 100 футов (30,5 м). В целях экономии средств дорога при строительстве этих сооружений отказалась от стали, выбрав дерево, однако это стало одной из главных ошибок, так как деревянные конструкции не отличались долговечностью и требовали периодического ремонта, что приводило к значительному увеличению ежегодных расходов. Также нередки были сходы поездов с путей или мостов, что дважды приводило к гибели пассажиров. Первый случай произошёл в 1898 году, когда у эстакады над Пантер-Крик обрушилась средняя секция, в результате чего со 100-футовой высоты в ущелье упали паровоз, тендер и один пассажирский вагон, при этом погиб один человек и несколько получили ранения. Второй случай произошёл в Хейзел-Крик близ Димореста, когда также из-за обрушения средней секции эстакады в ущелье упали паровоз и два пассажирских вагона, при этом погиб 1 человек и 14 были ранены.
В 1913 году из-за образования водохранилища Таллула на одноимённой реке был проведён дорогостоящий перенос железной дороги в сторону, а также построен мост протяжённостью 585 футов (178,3 м) над озером, который на сей раз был выполнен из бетона и стали.

## Закат
Высокие эксплуатационные расходы при невысоких доходах серъёзно сдерживали развитие дороги. Уже в 1908 году TF перешла под внешнее управление, но в следующем году из него вышла. В 1927 году она снова обанкротилась и уже до самого конца оставалась под внешним управлением.
Упадку Таллула-Фолсской линии значительно поспособствовала и она сама. Прежде всего дорога помогла возвести каскад ГЭС, которые изменили живописный вид ущелья реки Таллула, что уменьшило туда поток туристов; особенно пассажиропоток сократился после пожара 1921 года в Таллула-Фолс, который уничтожил большое число туристических зданий. Также благодаря железной дороге в регионе были возведены автомагистрали, из-за чего грузовики забрали на себя значительную долю грузовых перевозок. Если в 1928 году TF перевезла 1322 вагона яблок, то в 1932 году — 121 вагон, то есть в 11 раз меньше; пассажирские перевозки за этот же период сократились с 16 391 до 3467 человек в год — почти в пять раз. Великая депрессия нанесла сильный удар по экономике страны. В начале 1933 года управление дороги обратилось в Межштатную комиссию по коммерции (ICC) c просьбой разрешить закрыть линию. Это разрешение поначалу было выдано, но затем отклонено из-за общественного мнения, чему также способствовало снижение операционного дефицита дороги с 50 тысяч долларов в 1932 году до всего 563 долларов в 1934 году. В последующие годы десятилетия этот дефицит бюджета сильно колебался от 9800 (1937) до 141 доллара (1939). 1942 год Таллула-Фолсская дорога впервые закончила с положительной прибылью, однако последующие годы вновь стали убыточными.
В 1946 году последний эксплуатируемый на дороге пассажирский вагон попал в аварию и был сильно повреждён. Средства для его ремонта найдены не были, что привело к прекращению на линии пассажирских перевозок. В 1948 году TF продала все свои паровозы, чтобы приобрести два тепловоза; это помогло сократить ежедневные эксплуатационные расходы с 90 до менее 20 долларов.

## Закрытие
В 1950-х Таллула-Фолсской линией заинтересовались в Голливуде, так как она сохранила облик 19-го века, а редкое движение не мешало съёмкам. Так в 1950 году студия Paramount арендовала её в качестве декораций для фильма «Я бы поднялся на самую высокую гору». А в 1955 году Уолт Дисней за 10 000 долларов арендовал дорогу на 6 недель как площадку для съёмок приключенческого вестерна «Крутой маршрут»; основные операторские работы производились на участках близ Клейтона и Таллула-Фолс. Для соответствия эпохе были доставлены три паровоза-актёра, которыми управляли машинисты TF; иногда за рычаги управления брался и сам Уолт Дисней, который являлся фанатом старинных поездов. Аниматор в ходе съёмок периодически ездил вдоль живописной Таллула-Фолсской линии и всерьёз подумывал о том, чтобы выкупить её; однако его отговорили, предупредив о накопившихся за дорогой огромных долгах, которые ему тогда пришлось бы возместить.
Однако ни переход на тепловозную тягу, ни финансовые вливания киноделов не могли улучшить экономическое положение дороги, которая к тому времени потеряла контракт на перевозку почты, а грузовые перевозки продолжали неуклонно снижаться, так как их отбирали на себя грузовики; при этом расходы на обслуживание тех же деревянных мостов были по-прежнему высокими. Если в 1958 году у железной дороги был операционный дефицит в размере 60 490 долларов, то в 1959 году он уже достиг 94 700 долларов. На основании этого Южная железная дорога решила закрыть это убыточное предприятие, о чём в 1960 году была подана заявка в ICC, которая в ноябре того же года была одобрена. 25 марта 1961 года по Таллула-Фолсской линии прошёл последний поезд.
В мае 1961 года значительная часть имущества дороги, включая железнодорожные пути, была продана на металлолом. До настоящего времени сохранились только опоры моста через водохранилище Талулла, станционные здания в Корнелии, Диморесте и Таллула-Фолс, а также отдельные насыпи.